# Научно-технический прогресс

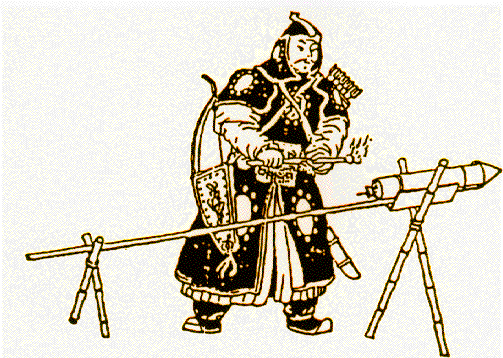
Китайская ракета в старину

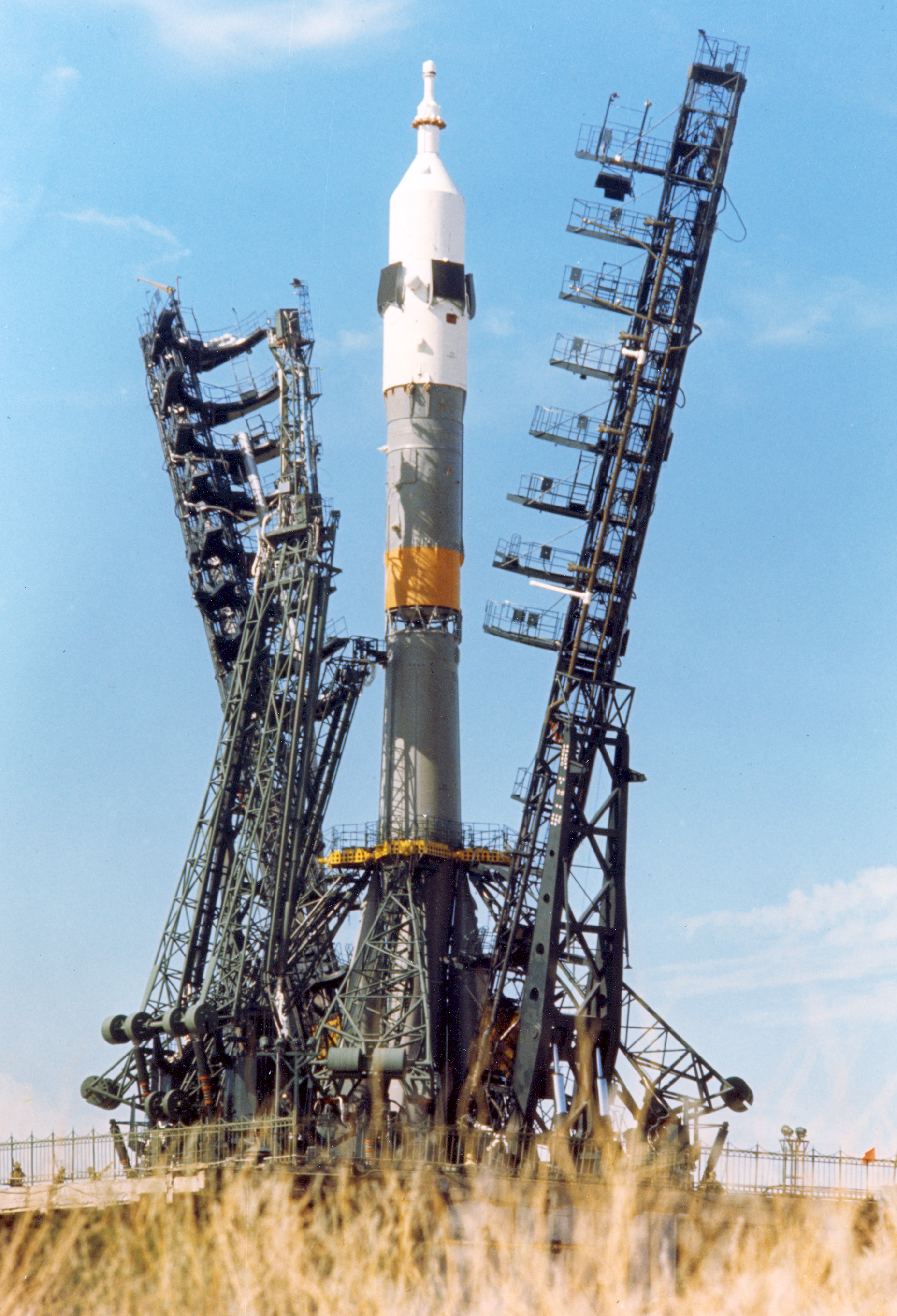
Современная ракета на космодроме Байконур

Научно-технический прогресс (НТП) — поступательное движение науки и техники, эволюционное развитие всех элементов производительных сил общественного производства на основе широкого познания и освоения внешних сил природы; это объективная, постоянно действующая закономерность развития материального производства, результатом которой является последовательное совершенствование техники, технологии и организации производства, повышение их эффективности.

## Научно-технический прогресс и его роль в развитии производства
Постепенное развитие общественного производства, его постоянное совершенствование являются фундаментальными закономерностями экономической жизни человечества. Они основываются на прогрессе науки и техники. Такой процесс нередко называют экономическим прогрессом. Однако это не совсем корректная точка зрения. Экономический прогресс — это сложное и многоплановое явление, оценка которого предполагает использование различных критериев и системы показателей, с помощью которых можно оценить состояние развития производительных сил и производственных отношений, а в конечном счете — общественного способа производства в целом. Одним из таких критериев экономического прогресса выступает уровень развития науки и техники. Он является концентрированным выражением только организационно-экономических отношений, которые присущи всем эпохам развития общества.

## История
Научно-технический прогресс за тысячелетия человеческой цивилизации прошел сложный и противоречивый путь развития. Это было вызвано тем, что именно технический прогресс, который был на первых этапах развития общества, осуществлялся отдельно от научного прогресса до конца XVIII — начала XIX в. Только в период промышленной революции началось быстрое сближение научного и технического прогресса и возник целостный научно-технический прогресс (НТП). С этого времени начался процесс превращения науки в непосредственную производительную силу, который продолжался около полутора веков и завершился в середине 50-х годов XX в. развёртыванием научно-технической революции.
Некоторые исследователи в 2019 году отмечали, что характерной чертой НТП в последние несколько десятилетий является беспрецедентный темп, который обусловлен развитием цифровых и инфокоммуникационных технологий. Соотнесение скорости развития технологий и, как следствие, социально-экономических и инфраструктурных трансформаций с человеческой жизнью позволяет констатировать качественный скачок скорости развития, знаменующий переход в новую темпоральную эпоху. Коренные изменения происходят в режиме реального времени, создавая при этом как небывалые возможности, так и проблемы, с которыми человечество никогда ещё не сталкивалось в своей истории.
Часть учёных обращает внимание на признаки замедления инноваций в науке в целом, в некоторых её областях, секторах или в отдельных странах. Так, крупное исследование, опубликованное в Nature в 2023 году показало, что между 1945 и 2010 годами общее количество научных работ растёт, но число «прорывных» исследований остаётся на прежнем уровне. Аналогично эффект наблюдается за 1976—2010 годы для патентов. Таким образом, выросла доля исследований, нацеленных только на улучшение существующих знаний, а не на производство новых. В числе возможных объяснений как ограниченное число потенциальных новых идей в разных областях науки (так, закон всемирного тяготения можно открыть только один раз), большой «груз» существующих знаний, которые должен изучить исследователь пока дойдет до нового, так и изменение публикационных практик или научной деятельности, искажения от грантов, когда авторы избегают тем с большим риском неудачи. Дерек Лоу предполагает, что произошло наложение нескольких факторов и замечает, что на большую долю прорывных работ раньше могли влиять Вторая Мировая война и холодная война. Дашун Ван высказал точку зрения, что революционность в науке не всегда хороша, а улучшать существующие знания может быть совсем не плохо. Иань Инь из Северо-Западного университета считает проделанную работу по оценке прорывных публикаций «новым стартом для основанного на данных способа исследовать, как меняется наука».

## Виды
Научно-технический прогресс осуществляется в двух формах: эволюционной и революционной.
- Эволюционная форма НТП имеет место, когда техника и технология, применяемая в производстве, совершенствуется на основе уже известных научных знаний. Примером этой формы НТП является развитие и совершенствование энергии пара, электроэнергии или атома и т. д.
- Революционная форма НТП означает переход к технике и технологии, построенные на принципиально новых научных идеях. Примером этой формы является переход от ручных орудий труда к машинным, замена энергии пара на электрическую или атомную, применение лазерной и других современных технологий.

Изобретение и внедрение в производство принципиально новых научно-технических разработок приводят к существенным изменениям в трудовом процессе, предусматривают расширение производительных возможностей человечества. Поэтому в данном случае речь идет о научно-технической революции. Научно-техническая революция является качественным скачком в развитии производительных сил общества на основе коренных сдвигов в научных знаниях. Такие перевороты в науке, технике и производстве происходят регулярно. Последний из них начался в середине 50-х годов XX в., Когда был создан первый компьютер, человек начал использовать энергию атомного ядра и заниматься генной инженерией.
НТП развил все элементы производительных сил. Например, изменения в предметах труда находят своё выражение в использовании новых синтетических материалов со специальными свойствами (пластмассы, полупроводники, искусственные алмазы и т. д.). Преобразование в средствах труда связаны с появлением автоматизированной и компьютерной техники, которая существенно расширяет производственные возможности промышленно-производственного персонала значительно увеличивает производительность их труда, повышает рентабельность производства.

## Социальные последствия НТП
НТП обусловливает также изменения в характере труда, меняются формы взаимосвязей участников производства, совершенствуются процессы обмена результатами труда. Научно-техническая революция открыла новые способы и методы управления высокопроизводительными многоотраслевыми технологическими системами (телекоммуникационные сети, быстродействующие системы контроля и обработки информации и т. д.). Все эти и другие процессы требуют существенных изменений в условиях жизни и труда человека, освоение более сложных профессий, возможно только для людей с достаточным образовательным, профессиональным (экономическим) и культурным уровнем.

## Факторы материального производства
Факторами материального производства являются производительные силы, которые обеспечивают превращения веществ природы в соответствии с потребностями людей, создают материальные и духовные блага и определяют рост производительности общественного труда.